# ميخائيل كورت
ميخائيل كورت هو راكب الكنو سويسري، ولد في 2 أبريل 1980 في Wiedlisbach ‏ في سويسرا.

## وصلات خارجية
- ميخائيل كورت على موقع الاتحاد الدولي للكانو (الإنجليزية)
- ميخائيل كورت على موقع أوليمبيديا (الإنجليزية)